# Stora torget, Visby
Stora torget är ett torg i den centrala delen av Visby innerstad och tillkom sannolikt på 1300-talet.

## Historik
Här låg ett rådhus samt ett vakthus och torget var då regelbundet men något mindre än idag. Av medeltida bebyggelse finns det idag rester kvar i ett café på norrsidan och i tegelhuset vid torgets västra del. Vid torget ligger Sankta Katarina kyrkoruin. Kyrkan grundlades av Franciskanermunkarna år 1233 och uppfördes enligt Ordens praxis, som ett enkelskeppigt långhus med kryssvalv. Den byggdes om i början av 1300-talet, då kyrkan förvandlades till en bred treskeppig hallkyrka. Torget har genom åren fungerat som en viktig handels- och mötesplats i staden. I takt med bilens dominerande ställning under 1900-talets andra hälft övergick torget till ett mer ensartat parkeringstorg.

## Evenemang och torghandel
Torget används som plats för återkommande evenemang. Här anordnas årligen marknader under Visbydagen i oktober, som firats sedan 1995 då staden blev världsarv. Torget fylls då av hantverk, lokaldelikatesser, musik och dans långt in på kvällen.
Under advent arrangeras en traditionell julmarknad flera helger i rad. Besökare kan ta del av gotländskt hantverk, brända mandlar, lotterier och dans kring granen, ibland även inom S:ta Karins ruin intill torget.

## Byggnader och kulturlandskap
Fastigheten Rådmannen 3 har murverk från medeltiden och har inrymt butiksverksamhet sedan 1800‑talet.  
Fastigheten Stora Torget 8, idag del i Gutekällaren, är från cirka 1780 men har ändrats flera gånger under 1800‑ och 1900‑talen.

## Ombyggnad 2011
2009 bjöd kommunen in till en arkitekttävling där det förutom torgets utformning även ingick hur Sankta Katarina kyrkoruin kunde utvecklas för att bättre klara arrangemang och aktiviteter. Av de tre deltagande arkitektkontor/team vann förslaget Alla tiders torg av Sydväst arkitektur och landskap tillsammans med Edström Malmström Arkitekter Ingenjörer. Torget stod färdigt 2011 och blev året efter nominerat till Sienapriset.

## Galleri

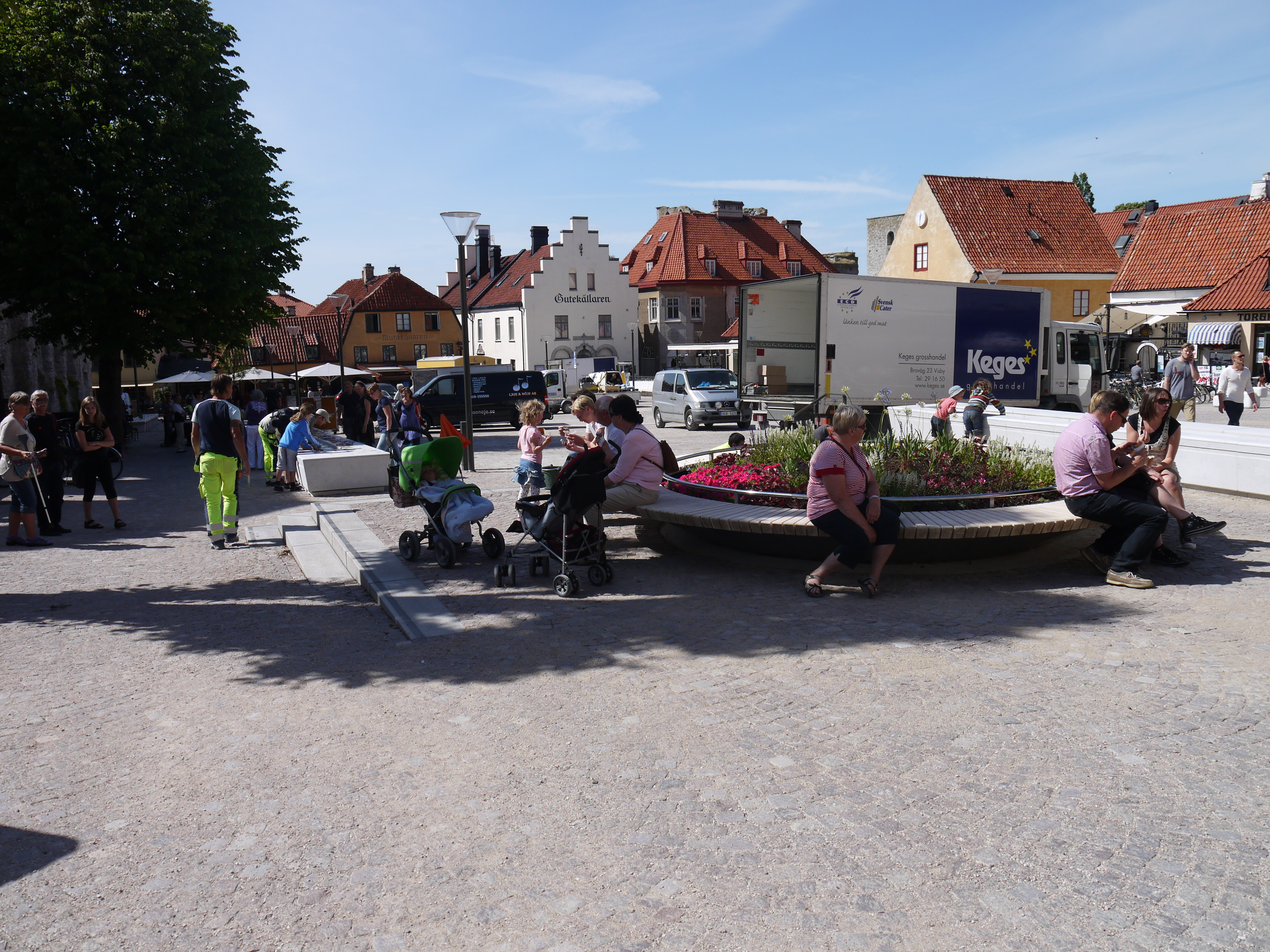
Stora torget i Visby efter ombyggnation 2011.
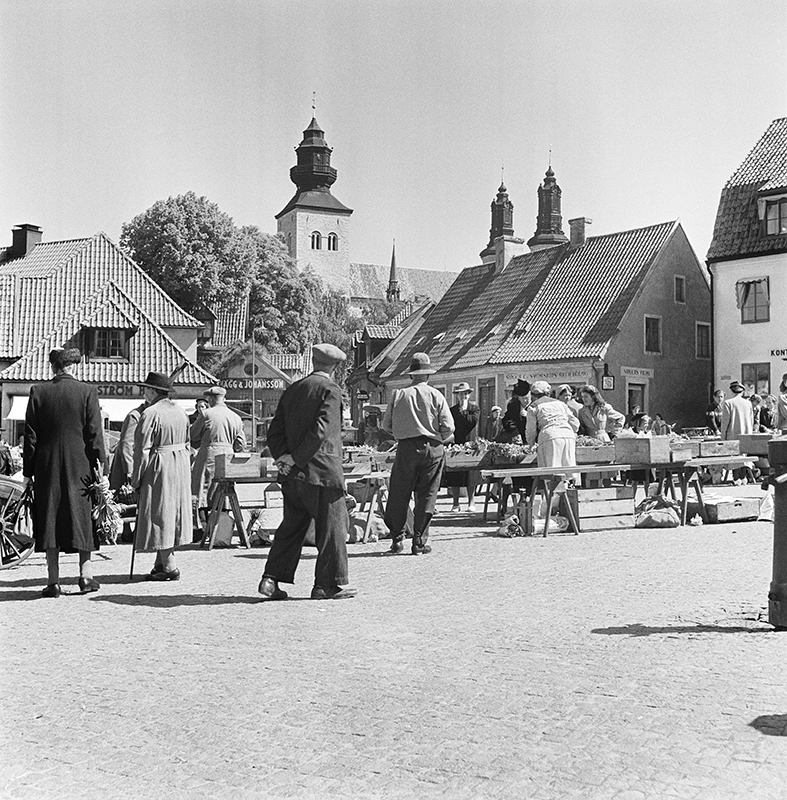
Torghandel i slutet av 1940-talet.
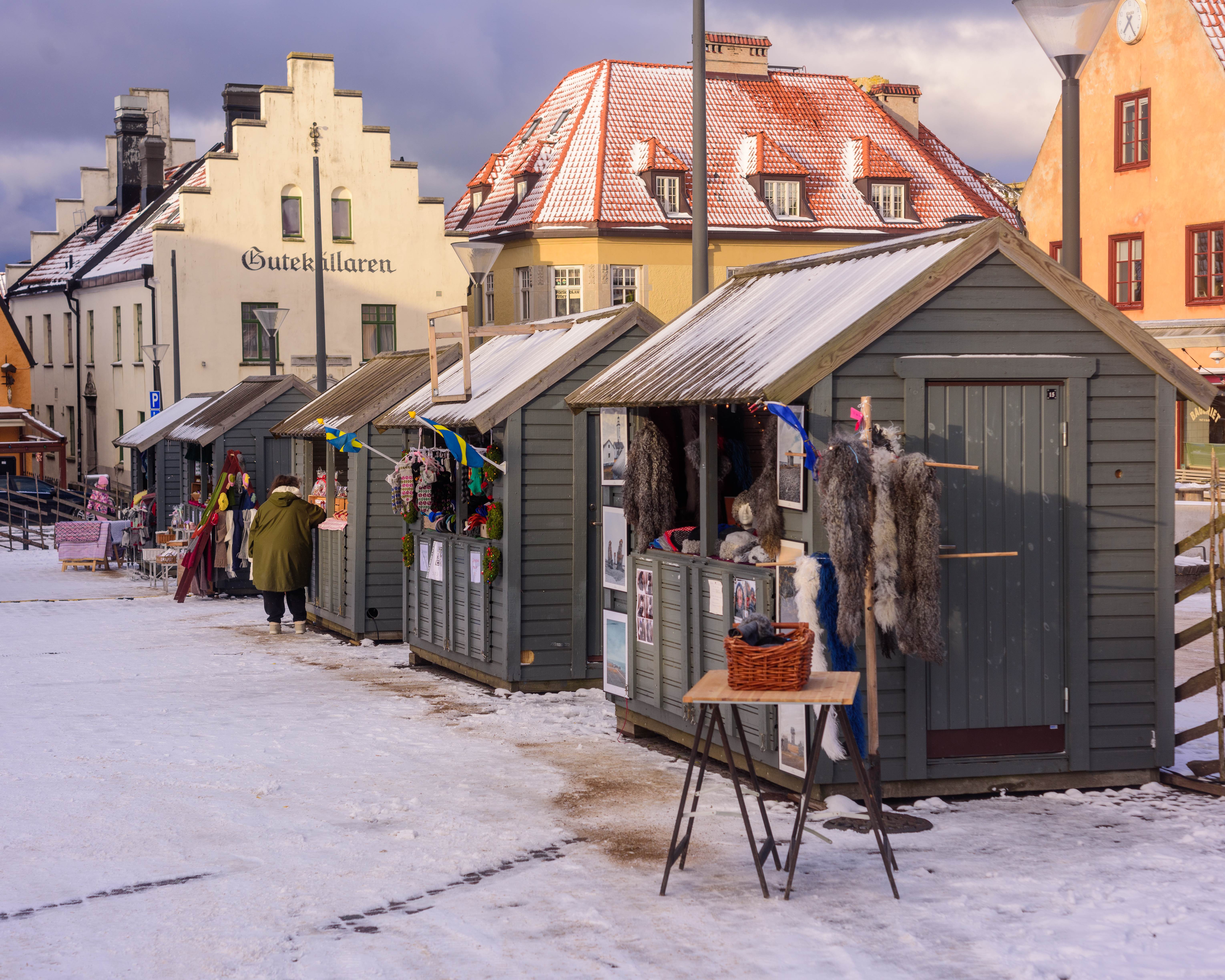
Julmarknad på torget 2023.
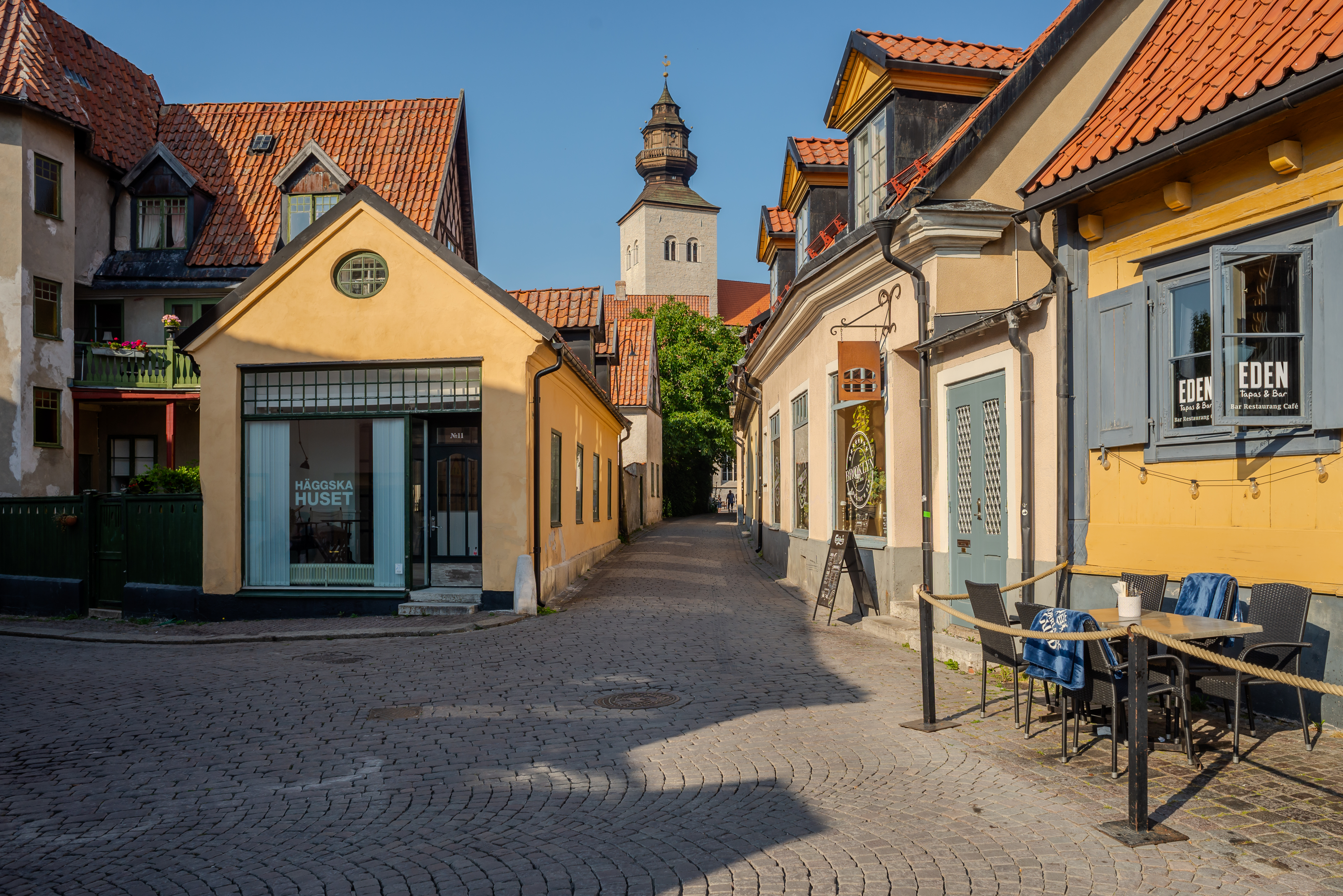
Nordöstra delen av torget med Visbys domkyrka i bakgrunden.